# Aloe tororoana
Aloe tororoana ist eine Pflanzenart der Gattung der Aloen in der Unterfamilie der Affodillgewächse (Asphodeloideae). Das Artepitheton tororoana verweist auf das Vorkommen der Art auf dem Tororo-Felsen in Uganda.

## Beschreibung

### Vegetative Merkmale
Aloe tororoana wächst stammbildend und verzweigend. Die Triebe erreichen eine Länge von etwa 20 Zentimeter und einen Durchmesser von 1,5 Zentimeter. Die etwa 20 lanzettlich verschmälerten Laubblätter bilden dichte Rosetten. Die trüb milchig grüne Blattspreite ist 15 Zentimeter lang und 3 bis 5 Zentimeter breit. Es sind wenige bis zahlreiche kleine, länglichen, trübweiße Flecken vorhanden. Auf der Blattunterseite sind die Flecken zahlreicher und gedrängt. Die stechenden, weißlichen, braun gespitzten Zähne am Blattrand sind 2 bis 3 Millimeter lang und stehen 5 bis 10 Millimeter voneinander entfernt. 

### Blütenstände und Blüten
Der Blütenstand ist einfach oder besteht aus ein bis zwei Zweigen. Er erreicht eine Länge von bis zu 40 Zentimeter. Die ziemlich dichten, zylindrisch spitz zulaufenden Trauben sind 8 bis 10 Zentimeter lang. Die eiförmig-deltoiden Brakteen weisen eine Länge von 3 Millimeter auf und sind 2 Millimeter breit. Die korallenroten bis scharlachroten, grün gespitzten Blüten stehen an 8 bis 10 Millimeter langen Blütenstielen. Die Blüten sind 20 bis 22 Millimeter lang und an ihrer Basis gerundet. Auf Höhe des Fruchtknotens weisen die Blüten einen Durchmesser von 5 Millimeter auf. Darüber sind sie auf 4 Millimeter verengt und dann zur Mündung leicht erweitert. Ihre äußeren Perigonblätter sind auf einer Länge von 7 Millimetern nicht miteinander verwachsen. Die Staubblätter und der Griffel ragen 2 bis 3 Millimetern aus der Blüte heraus.

### Genetik
Die Chromosomenzahl beträgt {\displaystyle 2n=14}.

## Systematik und Verbreitung
Aloe tororoana ist im Südwesten von Uganda auf steilen Felsflächen in Höhen von 1350 bis 1460 Metern verbreitet. Die Art ist nur vom Typusfundort bekannt.
Die Erstbeschreibung durch Gilbert Westacott Reynolds wurde 1953 veröffentlicht.

## Nachweise